# Ben Gummer
Benedict Michael Gummer, dit Ben Gummer, né le 19 février 1978 à Londres, est un historien et homme politique britannique, membre du Parti conservateur et ministre d'État au Bureau du Cabinet du 14 juillet 2016 au 11 juin 2017. Il siège à la Chambre des communes du Royaume-Uni pour Ipswich du 6 mai 2010 au 8 juin 2017.

## Biographie

### Jeunesse et études
Fils de John Gummer, baron Deben, il étudie à la Tonbridge School, avant de poursuivre ses études à la Peterhouse de Cambridge où passe un Master of Arts (licencié ès arts). Gummer écrit une histoire de la peste noire, pandémie européenne du Moyen Âge.

### Chambre des communes
Il fait son entrée au Parlement du Royaume-Uni en 2010 comme député d'Ipswich dans le Suffolk. Secrétaire parlementaire privé de Michael Gove et Nicky Morgan en tant que secrétaires d'État à l'Éducation à partir de 2013, il est nommé sous-secrétaire d'État parlementaire à la Santé en 2015 sous le Premier ministre David Cameron.

### Bureau du Cabinet
La Première ministre Theresa May le nomme ministre d'État au Bureau du Cabinet, poste qu'il cumule avec le titre de Paymaster General. Gummer succède ainsi à Matthew Hancock,. Lors de son entrée en fonction, le 13 juillet 2016, il devient le plus jeune ministre à assister aux réunions du cabinet du Royaume-Uni de l'histoire.
Il est aussi, à partir du 15 juillet 2016, l'un des conseillers privés de Sa Majesté, quand il lui est accordé le prédicat honorifique « le très honorable » au lieu du titre « l'honorable ». Battu lors des élections générales de 2017 par le travailliste Sandy Martin, il quitte ses fonctions politiques. Mel Stride et Damian Green sont choisis pour le remplacer au poste de Paymaster General et en tant que ministre d'État au Bureau du Cabinet, respectivement.